# Canistrum cyathiforme
Espèce
Synonymes
- Canistrum regnellii Mez
- Canistrum schwackeanum Mez
- Hohenbergia cyathiformis (Vell.) Beer
- Mosenia sicarius Lindm.
- Tillandsia cyathiformis Vell.
- Wittrockia cyathiformis (Vell.) Leme

Canistrum cyathiforme est une espèce de plantes à fleurs  de la famille des Bromeliaceae. C'est une plante tropicale, endémique du Brésil.

## Synonymes
- Canistrum regnellii Mez
- Canistrum schwackeanum Mez
- Hohenbergia cyathiformis (Vell.) Beer
- Mosenia sicarius Lindm.
- Tillandsia cyathiformis Vell.
- Wittrockia cyathiformis (Vell.) Leme

## Distribution
L'espèce est endémique du Brésil, présente dans une large part du centre et du sud du pays, des États de Bahia au centre, jusqu'à l'État de Santa Catarina au sud.

## Description
L'espèce est hémicryptophyte ou chamaephyte.